# Trường trung học Phan Thanh Giản (Cần Thơ)
Trường trung học Phan Thanh Giản, tiền thân là Collège de Cần Thơ là một trường trung học tại Cần Thơ. Thành lập năm 1917, trường là một trong các cơ sở giáo dục lâu đời nhất của Cần Thơ và Việt Nam.
Trải qua nhiều thay đổi, từ tháng 11 năm 1985, trường được đổi tên thành Trường Trung học Phổ thông Châu Văn Liêm.

## Lịch sử
Ngày 17 tháng 3 năm 1879, Collège de Mỹ Tho (nay là trường trung học Nguyễn Đình Chiểu, Mỹ Tho) được thành lập. Vì số học sinh quá đông, nên đến năm 1917, trường Mỹ Tho mở một chi nhánh ở Cần Thơ với tên gọi Collège de Cần Thơ . Học sinh học xong lớp bổ túc tiểu học (Cours Complémentaire) ở Collège de Cần Thơ sẽ được chuyển sang học ở Collège de Mỹ Tho cho đến hết năm thứ tư (4e Année de l'Enseignement Primaire Superieur Franco Indigène, tương đương lớp 9 hiện nay). Mãi đến những năm 1924-1926, khi đã mở đủ các lớp thuộc bậc Cao đẳng tiểu học, Collège de Cần Thơ mới tách riêng ra và không còn là chi nhánh tuỳ thuộc Collège de Mỹ Tho nữa .
Lúc đầu, trường chỉ có một dãy tầng lầu, còn được dùng làm nơi nội trú cho học sinh của trường Sơ Học tỉnh Cần Thơ ở đối diện .. Đến năm 1921, trường xây hoàn tất dãy lầu thứ hai và thêm những kiến trúc phụ thuộc nối liền hai dãy lầu .
Tháng 6 năm 1929, và cũng là lần đầu tiên, trường Collège Cần Thơ chính thức gởi thí sinh thi Brevet Elémentaire và Brevet D'Enseignement Primaires Supériers Franco Indigènes (bằng Cao đẳng tiểu học Pháp, tương đương với bằng tốt nghiệp cấp 2 hiện nay, lúc đó bằng cấp này đã là khá cao trong xã hội). Số thí sinh ghi là 21, ngoài trừ 1 người bỏ cuộc, còn tất cả 20 đều đậu .
Trong giai đoạn Chiến tranh Đông Dương, 1941-1942, trường cũ bị sung công và chỉ đến năm 1956 mới trả lại cho trường . 

### Sau năm 1945
Bắt đầu từ tháng 8 năm 1945 trường chính thức lấy tên là trường Trung học Phan Thanh Giản . Giai đoạn 1956-1975 là giai đoạn có số lớp học cao nhất trong lịch sử của trường, gồm 112 lớp Đệ Nhất cấp (tương đương trung học cấp 2 hiện nay) và Đệ Nhị cấp (cấp 3) với hai môn sinh ngữ Anh văn và Pháp văn. Đến niên học 1963-1964, khu trường Đệ Nhất cấp Nam (cấp 3 trung học) chuyển sang khu trường Phan Thanh Giản cũ để giao trường mới (dùng từ năm 1942, khi trường cũ bị sung công) lại và Bộ Giáo dục Việt Nam Cộng hòa thành lập trường Nữ trung học Đoàn Thị Điểm, từ đó trường Phan Thanh Giản là trường chỉ còn có học sinh nam . 

### Sau năm 1975
Sau sự kiện 30 tháng 4 năm 1975, trường tách ra làm 2, Đệ Nhị Cấp (Cấp 3 hiện nay) sang học ở Khu trường mới (tức trường Đoàn Thị Điểm cũ), Đệ Nhất Cấp (tức cấp 2 hiện nay) học ở trường Phan Thanh Giản và đổi tên là Trường An Cư 1 .
Đến năm 1983, Cấp 3 trở lại trường Phan Thanh Giản cũ (trường Phổ thông trung học An Cư 1) và cấp 2 học rải rác trong nhiều phường, gọi là Phổ thông Cơ sở. Trường Đoàn Thị Điểm cũ mang tên Phổ thông cơ sở An Cư 1 còn Trường cấp 3 (Phan Thanh Giản cũ) mang tên Trường Phổ thông Trung học Cần Thơ .

### Sau năm 1985
Vào tháng 11 năm 1985, trường đổi tên là trường Trung học phổ thông Châu Văn Liêm.
Trường Phổ thông cơ sở An Cư 1 đã được trở về tên cũ là trường trung học Đoàn Thị Điểm từ năm học 1992-1993 về sau .

## Hiệu trưởng qua các thời kỳ
| - 1921-1924: Ông Paul Espelette - 1924-1925: Ông Louis Reybouder - 1926-1926: Ông Louis Boulliard - 1927-1929: Ông Pierre Manière - 1930-1930: Ông C. Cadilion - 1931-1931: Ông A. Bizot - 1931-1934: Ông Charles Paquier - 1934-1935: Ông Gabriel Jalat - 1935-1936: Ông Charles Paquier - 1936-1937: Ông V. Vincenti - 1937-1944: Ông P. de Fautereauvassel - 1944-1945: Ông Maurice Lamarre - 1946-1946: Ông Nguyễn Bá Cường | - 1947-1947: Ông Trương Vĩnh Khánh - 1947-1949: Ông Nguyễn Bá Cường - 1950-1951: Ông Dương Văn Dỏi - 1952-1957: Ông Nguyễn Băng Tuyết - 1957-1957: Ông Bửu Trí - 1957-1962: Ông Nguyễn Văn Kính - 1962-1964: Ông Lưu Khôn - 1964-1967: Ông Phạm Văn Đàm - 1967-1970: Ông Nguyễn Trung Quân - 1970-1971: Ông Phạm Duy Khiêm - 1971-1973: Ông Trương Quang Minh - 1973-1975: Ông Võ Văn Trí |

## Cựu học sinh nổi bật
- Giáo sư Phạm Hoàng Hộ, nhà thực vật học
- Nguyễn Bá Cẩn, cựu thủ tướng Việt Nam Cộng hòa [4]
- Châu Văn Liêm, nhà cách mạng
- Phạm Văn Bạch,
- Nguyễn Văn Kiết,
- Lương Định Của, nhà nông học
- Sơn Nam, nhà văn
- Nguyễn Phan Long Luật sư
- Nguyễn Huy Thọ, nghệ nhân sáo trúc.
- Phạm Xuân Ẩn, thiếu tướng tình báo